# Cien días para enamorarse
Cien días para enamorarse (estilizado como 100 días para enamorarse) é uma telenovela argentina produzida pela Underground Producciones e exibida pela Telefe entre 7 de maio e 12 de dezembro de 2018.

## Enredo
Conta a história de duas amigas, Laura e Antonia, que colocam seus laços de amor à prova. Eles são amigos ao longo da vida, mas são água e óleo, eles adoram e se complementam. Nos casais de ambos há amor e desgaste; a passagem do tempo os encontra realizando um casamento de 18 anos e com filhos.
A vida coloca Antonia e Laura ao mesmo tempo, enfrentando um novo desafio. Os dois concluem que estão numa fase em que parece haver apenas uma oportunidade para que as coisas sejam diferentes. Eles estarão dispostos a colocar o amor à prova?
A onda expansiva da decisão de Laura e Antonia também fará com que todos os casais do grupo de amigos de que fazem parte, comecem a questionar suas ligações e relacionamentos.
Em 100 dias para se apaixonar, vamos compartilhar a evolução de novas famílias e casais em todas as suas formas, tentando entender o que estamos falando hoje quando falamos de casais e amor.

## Elenco
- Carla Peterson como Laura Contempomi
- Nancy Duplaa como Antonia Salinas
- Luciano Castro como Diego Castelnuovo
- Juan Minujín como Gastón Guevara
- Pablo Rago como Carulias
- Juan Gil Navarro como Javier Prieto
- Jorgelina Aruzzi como Inés Sosa
- Osvaldo Laport como Gino Salinas
- Ludovico Di Santo como Paul Contempomi
- Manuela Pal como Florencia Fernández Berra
- Michel Noher como Fidel Garrido
- Graciela Tenenbaum como Raquel
- Leticia Siciliani como Carmen
- Maite Lanata como Juan Salinas Castelnuovo
- Macarena Paz como Catalina
- Mario Pasik como Miguel Contempomi
- Marita Ballesteros como Bea Méndez Contempomi
- Franco Rizzaro como Rodrigo Contempomi Guevara
- Lola Morán como Soledad
- Jeremías Batto Colini como Santiago Contempomi Guevara
- Victorio D'Alessandro como "Machete"
- Jerónimo Bosia Giocondo como  Tomás
- Marina Bellati como Solange
- Sebastian Wainraich como Paco
- Dalia Gutmann como Animadora de Chicago
- Abril Sánchez como Laura Contempomi (teenager)
- Lucila Torn como Antonia Salinas (teenager)
- Joaquín Flamini como Gastón Guevara (teenager)
- Agustin Vera como Diego (teenager)
- Julieta Rojo como Mora
- Lola Toledo como Azul
- Fiorela Duranda como Julieta
- Tomás Ottaviano como Nico
- Jennifer Biancucci como Pilar
- Junior Pisanu como Facundo
- Facundo Calvo como Ciro
- Agustina Midlin como Luli
- Gonzalo Altamirano como Aarón
- Alma Gandini como Sandra
- Noelia Marzol como Vanesa Perla
- Gianfranco De grossi como “chelo”
- Joaquín Berthold como Leonidas